# Ingeburg Lange
Ingeburg Lange, z.d. Rosch, ps. Inge (ur. 24 lipca 1927 w Lipsku, zm. 13 lipca 2013 w Berlinie) – funkcjonariusz KC SED.

## Życiorys
Jej ojcem był lipski działacz KPD Alfred Rosch (1899-1945). Była wykwalifikowaną krawcową. W 1945 została członkiem Komitetu Młodzieży Antifa Leipzig-Großzschocher, dołączyła do KPD i stała się członkiem SED (1946). Pełniła szereg funkcji w FDJ (1946-1961), szkoliła się (1946-1947), została asystentem w szkole Antify w Königs Wusterhausen, pracowała jako nauczycielka w Szkole Młodzieżowej Northwest w Mutzschen w Saksonii (1947), była sekretarzem (1947-1949), a następnie I sekretarzem ds. zarządzania FDJ w przedsiębiorstwie wydobycia rud uranu Wismut (1949-1950), należała również tamże do kierownictwa SED (1948-1950), pełniła funkcję II sekretarza zarządu FDJ w Berlinie (1950-1951), sekretarza Centralnej Rady FDJ (1952-1961). Studiowała w Wyższej Szkole Komsomolskiej WLKZM (Высшая комсомольская школа при ЦК ВЛКСМ) w Moskwie (1951-1952) oraz w Wyższej Szkole Partyjnej im. Karola Marksa (Parteihochschule Karl Marx) w Berlinie (1955-1961).
Po jej ukończeniu, była kier. wydziału kobiecego KC SED (1961-), zastępcą członka (1963-), i członkiem KC SED (1964-), z-cą członka Biura Politycznego i sekretarzem KC ds. Kobiecych (1973-). 8 listopada 1989 zrezygnowała z członkostwa w Biurze Politycznym KC SED, ale została ponownie wybrana na tę funkcję – zastępcy członka Biura Politycznego i sekr. KC. Po protestach w środowisku partyjnym musiała jednak ponownie zrezygnować 10 listopada. W dniu 21 stycznia 1990 Lange została wykluczona z SED-PDS. Po wydaleniu wycofała się ze społeczeństwa. Była współautorką wydanej w 2013 monografii pt. „Walter Ulbricht”, które ukazało się w wydawnictwie Das Neue Berlin.
Lange dwukrotnie była deputowaną do Izby Ludowej NRD (Volkskammer) (1952-1954 i 1963-1989), w której była też członkiem Komisji Przemysłu, Budownictwa i Transportu (1963-1967), oraz wiceprzewodniczącą Komisji Pracy i Polityki Społecznej (1971-).
Inge Lange zmarła 13 lipca 2013 w berlińskim szpitalu.